# Lungenkräuter
Die Lungenkräuter (Pulmonaria) bilden eine Pflanzengattung der Familie der Raublattgewächse (Boraginaceae). Diese Gattung umfasst etwa 14 bis 20 Arten. Eine bekannte Pulmonaria-Art ist das Gefleckte Lungenkraut (Pulmonaria officinalis), das im Volksmund auch Hänsel und Gretel oder Adam und Eva genannt wird.

## Beschreibung

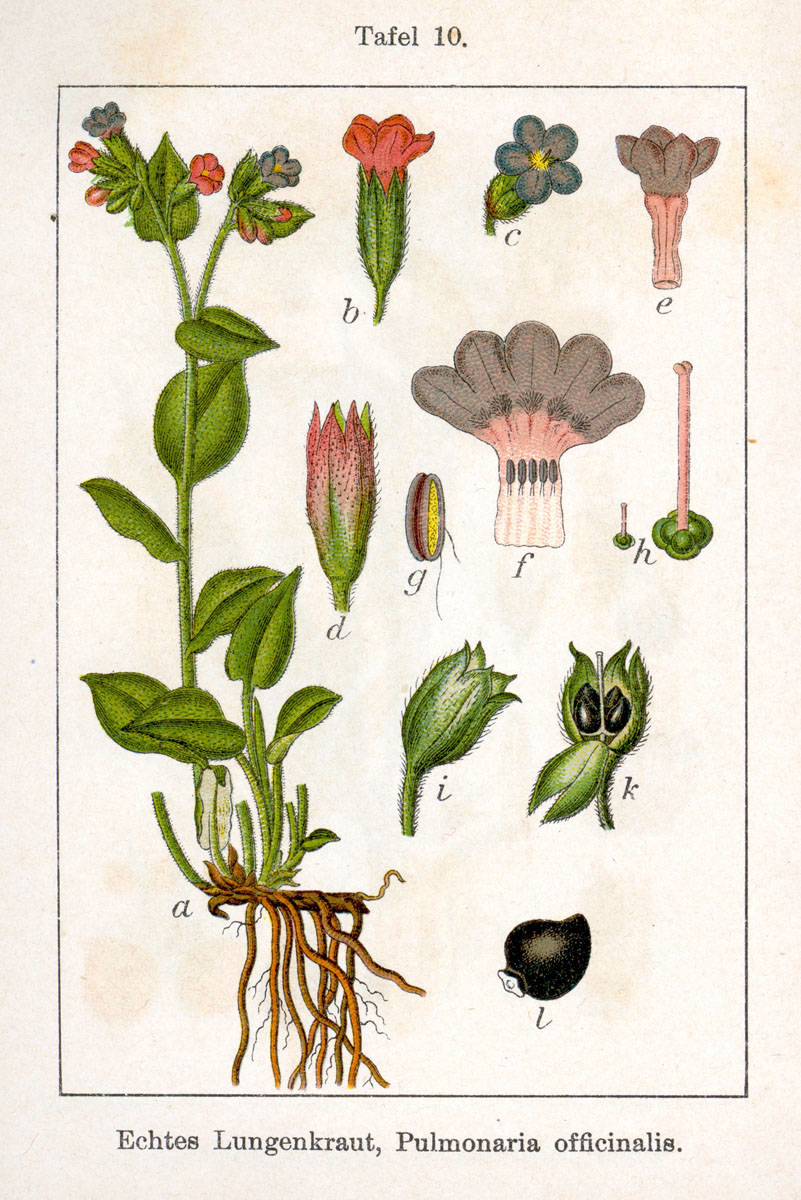
Illustration des Gefleckten Lungenkrautes (Pulmonaria officinalis)

### Vegetative Merkmale
Bei Pulmonaria-Arten handelt es sich um  ausdauernde, krautige Pflanzen mit kriechendem Rhizom. Die oberirdischen Pflanzenteile sind meist rau behaart. Die Stängel sind nicht verzweigt und auch rau. Die Laubblätter sind einfach und rau behaart. Die relativ großen Rosettenblätter sind gestielt, die wechselständigen Stängelblätter sitzend oder undeutlich gestielt und ganzrandig.

### Generative Merkmale
Die endständigen Blütenstände sind Doppelwickel mit Deckblättern und vielen Blüten. Die gestielten Blüten sind zwittrig, heterostyl, radiärsymmetrisch und fünfzählig mit doppeltem Perianth. Die fünf Kelchblätter sind höchstens bis zur Mitte glockig verwachsen, fünfzipfelig und vergrößern sich nach der Blütezeit. Die fünf bei vielen Arten anfangs roten, dann blauen Kronblätter sind trichterförmig verwachsen, wobei die Kronröhre etwa so lang ist wie der Kelch. Die Schlundschuppen sind zu fünf ringförmig angeordneten Haarbüscheln reduziert. Die fünf Staubblätter, die die Krone nicht überragen, besitzen sehr kurze Staubfäden und längliche Staubbeutel. Zwei Fruchtblätter sind zu einem vierteiligen Fruchtknoten verwachsen. Der dünne Griffel ist in der Kronröhre eingeschlossen und endet in einer kopfigen oder kurz zweilappigen Narbe.
Die Teilfrüchte der Klausenfrucht sind gerade, eiförmig, behaart bis zuweilen verkahlend und glänzend. Ihre Ansatzstellen sind von einem schwach entwickelten Ringwulst umgeben. Die Samen weisen ein Elaiosom auf.

## Ökologie
Die heterostylen Blüten sind homogame, nektarführende Stieltellerblumen. Sie werden besonders durch Hummeln (Bombus)-Arten, aber auch durch Falter bestäubt. Ameisen sorgen für die Ausbreitung der Samen (Myrmekochorie).

## Namensherkunft
Der botanische Gattungsname Pulmonaria leitet sich von pulmonarius für lungenkrank ab. Dieser vor-linnéische, wie Lungenkraut bereits im Mittelalter geläufige Name, wurde für verschiedene Gattungen verwendet; auf diese Gattung wohl durch den Vergleich der Blütenkronen von Lungen-Enzian (Gentiana pneumonathe), deren Wurzeln wahrscheinlich der bei Lungenkrankheiten verwendeten Droge „radicula pulmonaria“ entsprechen. Der deutsche Trivialname Lungenkraut bezieht sich ebenfalls auf die Verwendung als Heilpflanze von Pulmonaria officinalis bei Lungenkrankheiten.

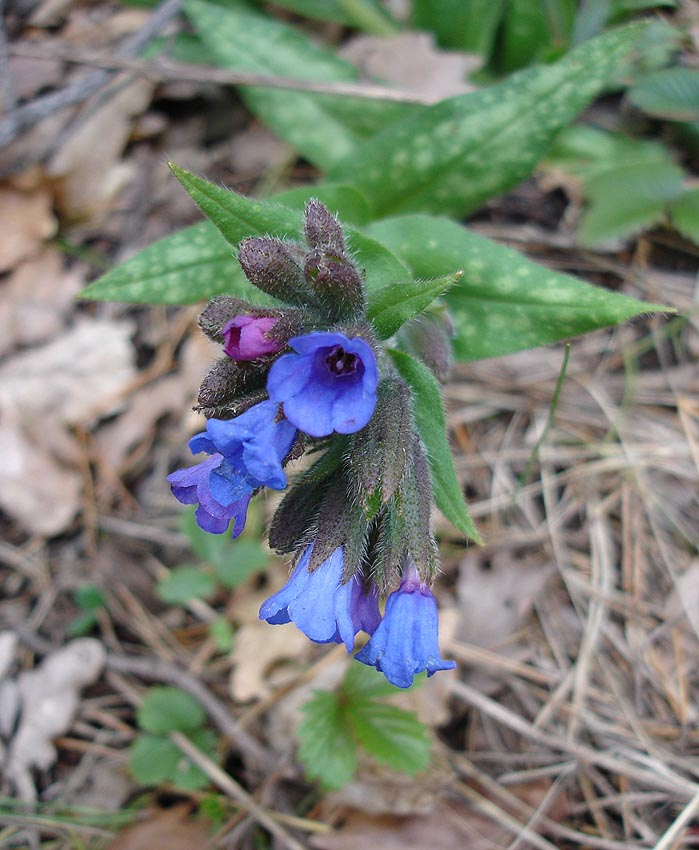
Pulmonaria affinis

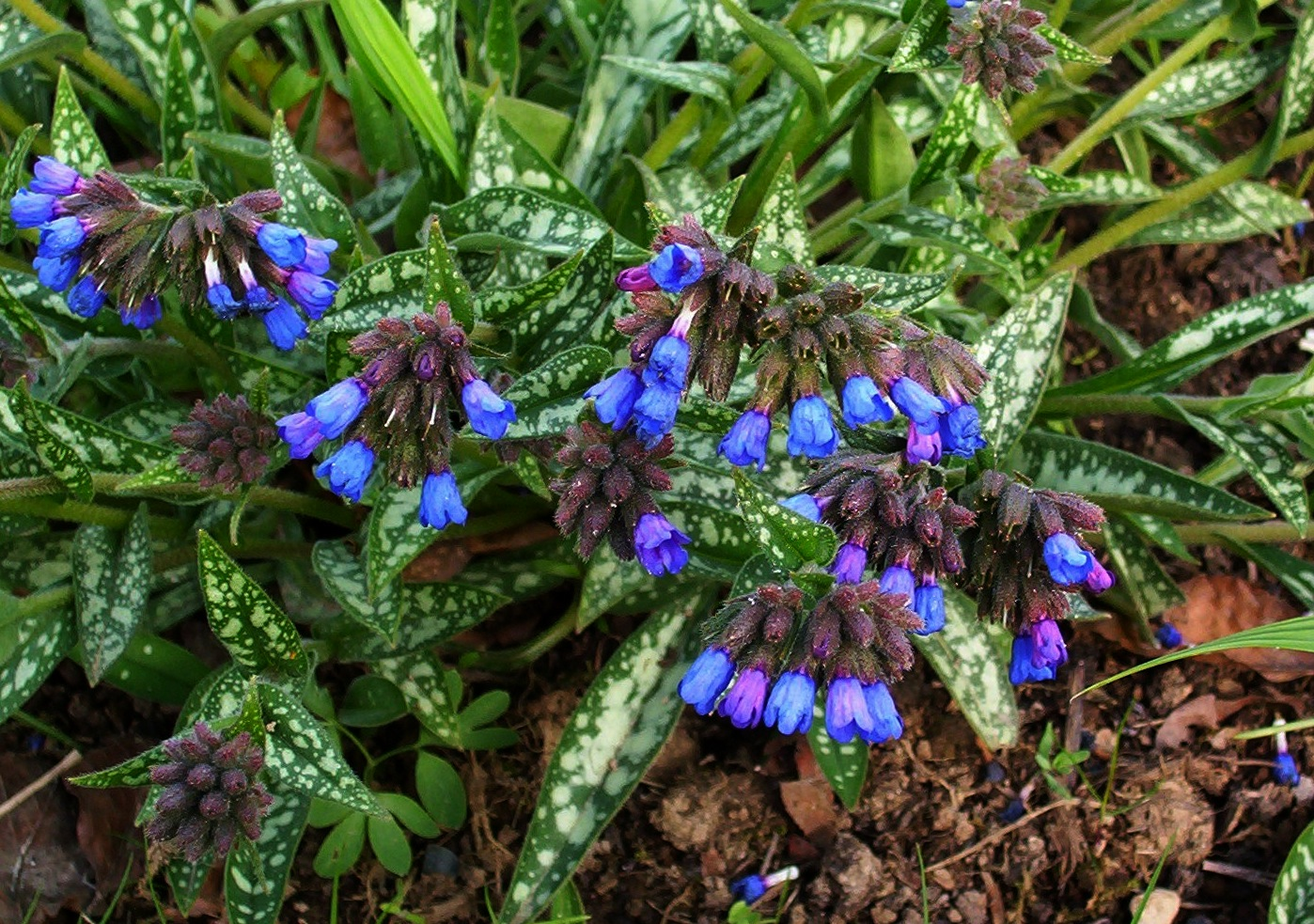
Langblättriges Lungenkraut (Pulmonaria longifolia)

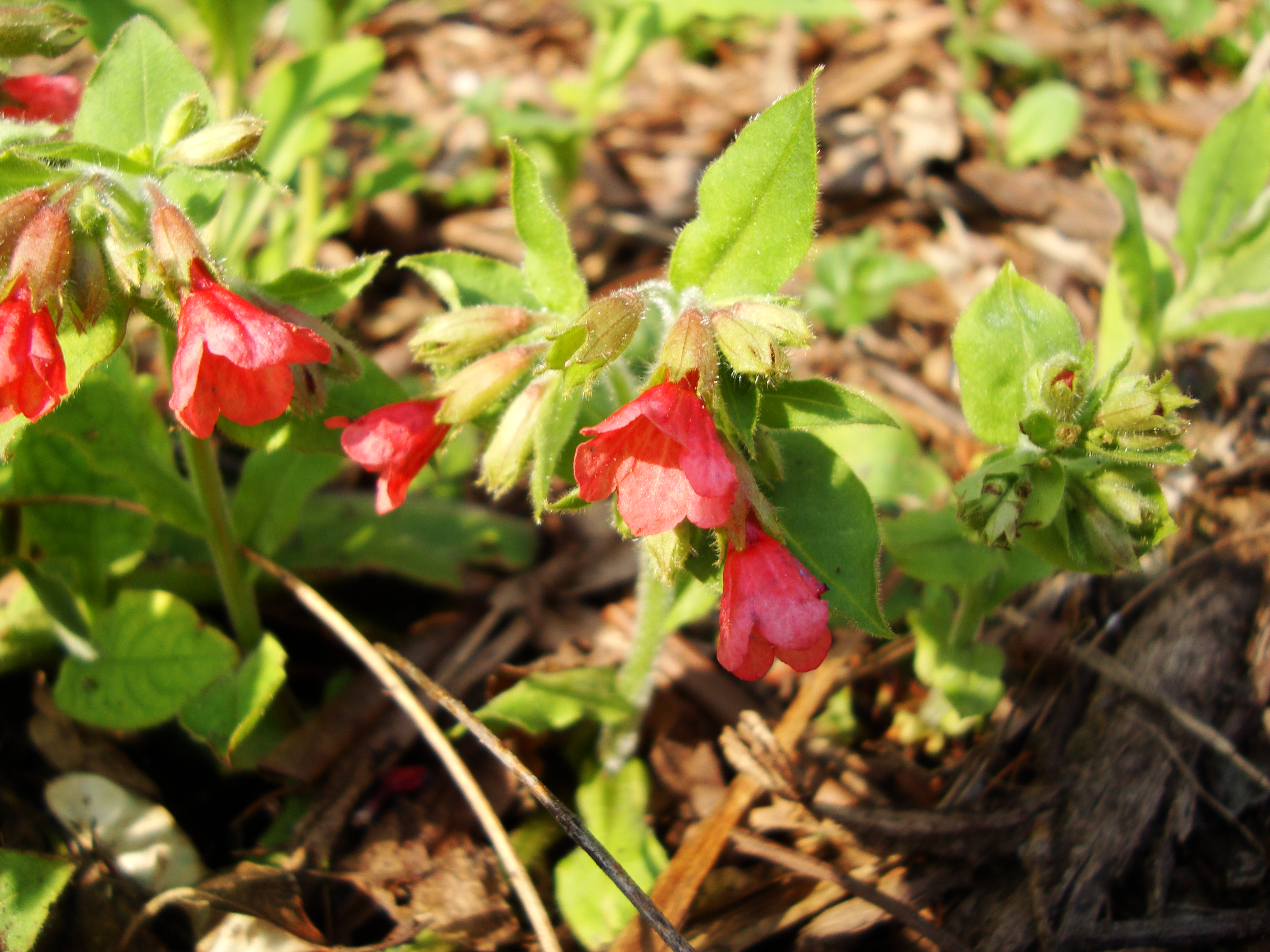
Rotes Lungenkraut (Pulmonaria rubra)

## Systematik
Der Gattungsname Pulmonaria wurde 1753 durch Carl von Linné in Species Plantarum, 1, S. 135 erstveröffentlicht. Typusart ist Pulmonaria officinalis L.  Die Gattung Pulmonaria gehört zur Tribus Boragineae in der Unterfamilie der Boraginoideae innerhalb der Boraginaceae.
Es gibt etwa 14 bis 20 Pulmonaria-Arten.
- Pulmonaria affinis Jord.: Sie kommt in Frankreich und in Spanien vor.[1]

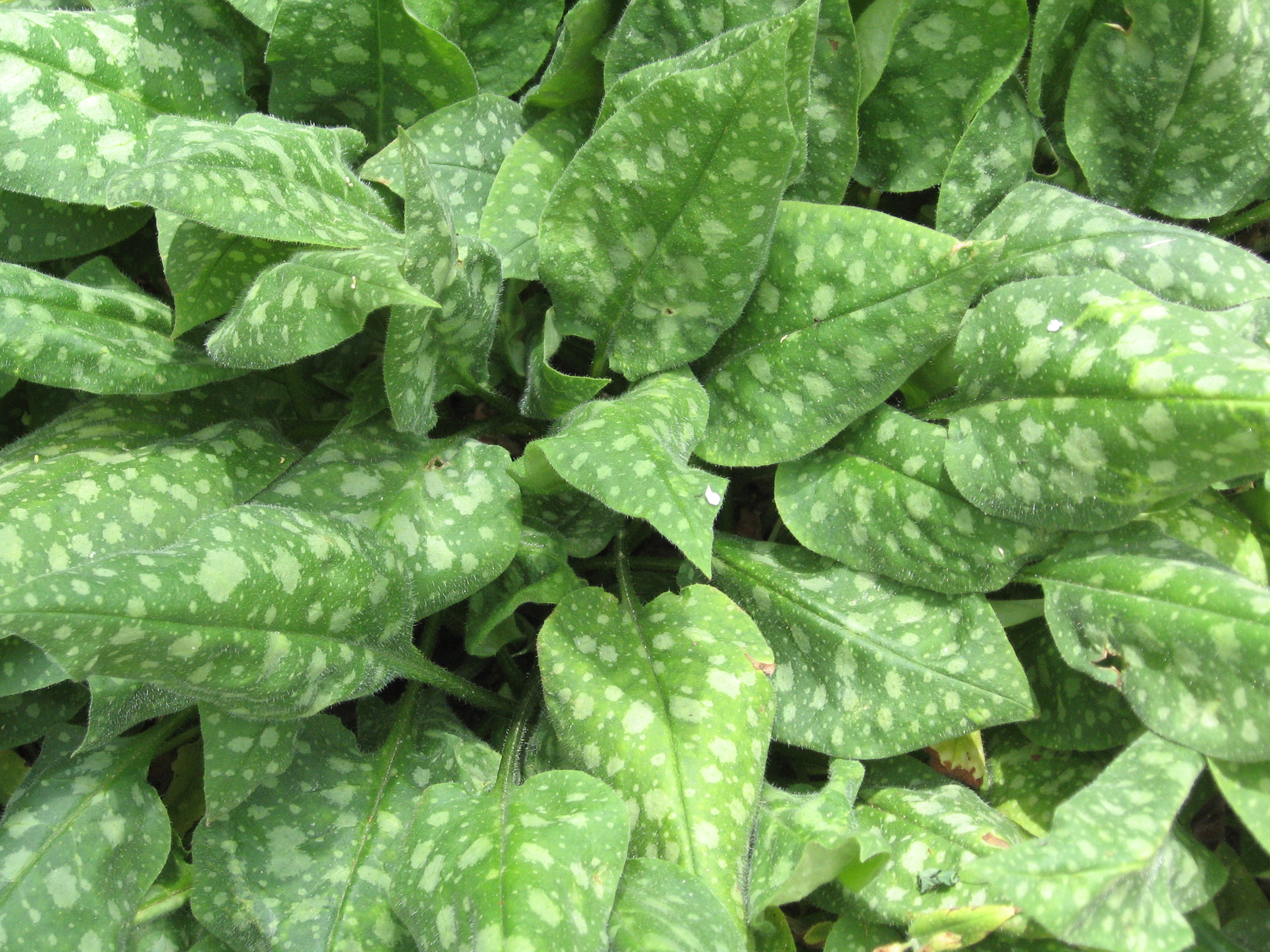
Laubblätter der Pulmonaria saccharata Sorte 'Argentea'

- Schmalblättriges Lungenkraut (Pulmonaria angustifolia L.)
- Südliches Lungenkraut (Pulmonaria australis (Murr.) W.Sauer): Es kommt in der Schweiz, Österreich, Italien, Slowenien und Kroatien vor.[2]
- Karawanken-Lungenkraut (Pulmonaria carnica W.Sauer): Es kommt in Österreich und in Slowenien vor.[2]
- Hügel-Lungenkraut (Pulmonaria collina W.Sauer): Es kommt in Deutschland und in der Schweiz vor.[2]
- Pulmonaria dacica Simonk.: Sie kommt in Rumänien, im europäischen Russland und in der Türkei vor.[1]
- Pulmonaria filarszkyana Jáv.: Sie kommt in Rumänien, in der Ukraine und in Moldawien vor.[1]
- Pulmonaria helvetica Bolliger: Sie kommt nur in der Schweiz vor.[1]
- Kerner-Lungenkraut (Pulmonaria kerneri F.Wettst.)
- Langblättriges Lungenkraut (Pulmonaria longifolia (T.Bastard) Boreau): Es kommt in Portugal, Spanien, Frankreich und Großbritannien vor.[1]
- Weiches Lungenkraut (Pulmonaria mollis Wulfen, Syn.: Pulmonaria mollissima A.Kerner)[2]
- Knolliges Lungenkraut (Pulmonaria montana Lej.)
- Dunkles Lungenkraut (Pulmonaria obscura Dumort.)
- Geflecktes Lungenkraut, auch Echtes Lungenkraut (Pulmonaria officinalis L.)
- Rotes Lungenkraut (Pulmonaria rubra Schott): Es kommt in Ungarn, Albanien, Griechenland, Serbien, Bulgarien, Rumänien, in der Ukraine und in Moldawien vor.[1]
- Pulmonaria saccharata Mill.: Sie kommt in Frankreich und in Italien vor.[2]
- Steirisches Lungenkraut (Pulmonaria stiriaca A.Kern.): Es kommt in Österreich, Slowenien, Kroatien und Serbien vor.[1]
- Pulmonaria vallarsae A.Kern.: Sie kommt in Italien vor.[1]
- Pulmonaria visianii Degen & Lengyel: Sie kommt in Frankreich, Italien, Österreich, in der Schweiz und in Kroatien vor.[1]

## Nutzung
Von einigen Arten gibt es Sorten, die als Zierpflanzen verwendet werden, dabei dienen sie als sogenannte Bodendecker besonders an schattigen Standorten.
Nur von Pulmonaria officinalis ist bekannt, dass die rohen und gegarten Blätter gegessen werden. Die medizinischen Wirkungen dieser Art wurden untersucht. Sie ist außerdem Bestandteil bei der Herstellung des Wermut.